# Chryseuscelus biguttatus
Chryseuscelus biguttatus es una especie de coleóptero de la familia Attelabidae.

## Distribución geográfica
Habita en Jamaica y Puerto Rico.